# Giardino botanico Carsiana
Il giardino botanico Carsiana (in sloveno Botanični vrt Carsiana) si trova all’interno di una dolina nel comune di Sgonico, a 18 km da Trieste, lungo la strada provinciale che collega il paese di Sgonico a quello di Gabrovizza.
Carsiana è nata nel 1964. Fondatori sono stati Gianfranco Gioitti, Stanislao Budin e Livio Poldini. L’emblema storico del Giardino Botanico Carsiana  è  Paeonia officinalis (vedi Bibliografia).
Dal 2019 il logo ufficiale del Giardino botanico Carsiana è Centaurea rupestris.
Gioitti fu l’ideatore di Carsiana, acquistò e mise a disposizione il terreno, curò l'allestimento del giardino botanico per oltre 40 anni e ne fu Horti Praefectus. Contribuirono allo sviluppo e all'arricchimento floristico Fabrizio Martini ed Eliseo Osualdini con l'aiuto iniziale di Giovanni Kocman di Sgonico. Il giardino fu ideato con l’obiettivo di raccogliere, conservare ed illustrare la flora e la vegetazione spontanee del Carso, inserite in un contesto naturale. Nel giardino sono raccolte specie vegetali autoctone del Carso, collocate nei rispettivi ambienti, che si sviluppano lungo i versanti di una dolina.
La storia e le funzioni di Carsiana sono scritte nel libro che i fondatori pubblicarono con Martini in tre edizioni (1980, 1984, 1988): “Carsiana Giardino Botanico Introduzione alla flora e alla vegetazione del Carso.”
Nel 2002 l'amministrazione provinciale di Trieste ne ha acquistato la proprietà. Dal 1º luglio 2016 le competenze nella gestione del giardino botanico Carsiana sono state trasferite alla Regione Autonoma Friuli Venezia Giulia.  Attualmente la struttura è gestita dalla Società cooperativa Rogos.
Circa 600 sono le specie floristiche raccolte nei 5000 m² dedicati a giardino botanico. L’area è stata scelta in quanto nel piccolo lembo di terra sono naturalmente rappresentate tutte le principali conformazioni geomorfologiche del territorio carsico, cui sono state associate le rispettive formazioni vegetali. La naturale conformazione del giardino ha permesso di strutturare l’esposizione botanica secondo caratteristiche ecologiche e non secondo le leggi sistematiche, consentendo quindi una più intuitiva comprensione del legame tra vegetazione, clima e geologia. Carsiana vuole essere quindi una “sintesi del paesaggio carsico” che consegna al visitatore un quadro esaustivo dei principali aspetti ecologici del territorio.
Il giardino botanico fa parte del Gruppo di lavoro per gli orti botanici e i giardini storici della Società botanica italiana ed è membro di BGCI - Botanic Gardens Conservation International.

## Gli ambienti e gli elementi tematici
Le collezioni botaniche sono sistemate in modo da massimizzare la godibilità della fruizione da parte del pubblico, ricreando gli ambienti naturali, e per questo si è rinunciato alla disposizione classica secondo sistematica botanica.
La vegetazione presente è stata suddivisa in diverse zone rappresentative dei vari habitat che si possono riscontrare nell'ambiente carsico:
1. Boscaglia Carsica 
2. Ghiaioni 
3. Bosco Carsico 
4. Landa Carsica 
5. Rupi Costiere 
6. Bosco di Dolina 
7. Carso Montano 
8. Corpi Idrici 
9. Pozzo Carsico
10. Prato da sfalcio 
sono presenti inoltre i seguenti Elementi Tematici: 
- Erbe Graminoidi
- Siepe Carsica
- Piante Officinali
- Piante Eduli
- Hiška e muretto a secco
- Rifugio per gli Anfibi
- Orto Didattico
- Area Compost
- Aiuola per gli Impollinatori e bug hotel

Dal 2023, il paesaggio di Carsiana si arricchisce di due nuove strutture realizzate da Vojko Ražem, maestro artigiano specializzato nella costruzione di muretti a secco e "hiške". Questi manufatti, situati alla base della dolina, sono stati realizzati seguendo le antiche tecniche tradizionali che escludono l'uso di materiali leganti. 
Il giardino è aperto dal 21 marzo alla seconda domenica di ottobre. L'ingresso è gratuito.